# Distrito Centro (Rosario)
El distrito Centro es una de las seis divisiones administrativas que tiene la ciudad de Rosario. En él se encuentra el casco histórico de la ciudad.

## Historia
La división de la ciudad de Rosario en distritos surgió ante la necesidad de descentralizar la administración de la municipalidad. La gestión socialista de la ciudad estableció dicha división en 1995.A partir de ese año, se seleccionaron y proyectaron los lugares físicos donde residiría la administración distrital, llamados Centros Municipales de Distrito o CMD. 

## Centro Municipal de Distrito Centro "Antonio Berni"
El CMD Centro se estableció en el edificio de la antigua estación de trenes Rosario Central, ubicado en Av. Guillermo Wheelwright 1486. Fue inaugurado el 19 de septiembre de 2005. Lleva el nombre del artista plástico rosarino Antonio Berni.

### El edificio

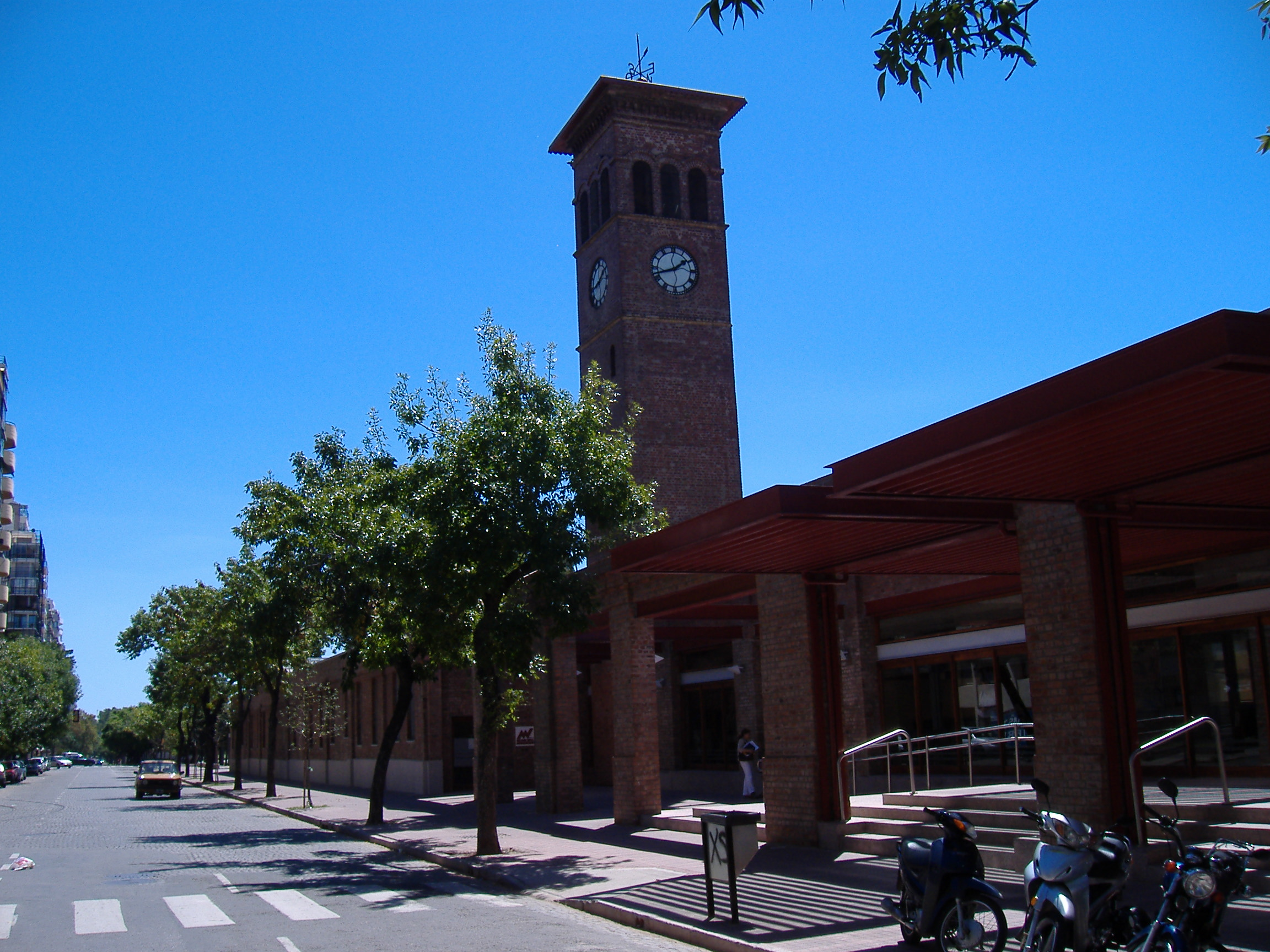
El CMDC ocupa la exestación de ferrocarriles Rosario Central.

La Estación Terminal del Ferrocarril Central Argentino se terminó de construir en 1870. Se inspiró en la arquitectura de las ciudades italianas, en las cuales la torre representa un mojón urbano.
El proyecto de reciclaje y ampliación para convertirlo en sede de la administración del distrito fue desarrollado por el arquitecto colombiano Laureano Forero y el arquitecto argentino Luis Grossman. La obra fue financiada por el BID con apoyo del PNUD. Los trabajos estuvieron a cargo de Riva S.A.

## Características urbanas
El distrito limita:
- Al norte: con las vías del ex F.C. Mitre.
- Al este: con el Río Paraná.
- Al sur: con Av.27 de Febrero, Av. San Martín, calle Amenábar; Av. Francia y Av. Pellegrini.
- Al oeste: con las vías del ex F.C. Belgrano (Futura Troncal), calle Santa Fe y las vías del ex F.C. Belgrano.

### Arquitectura

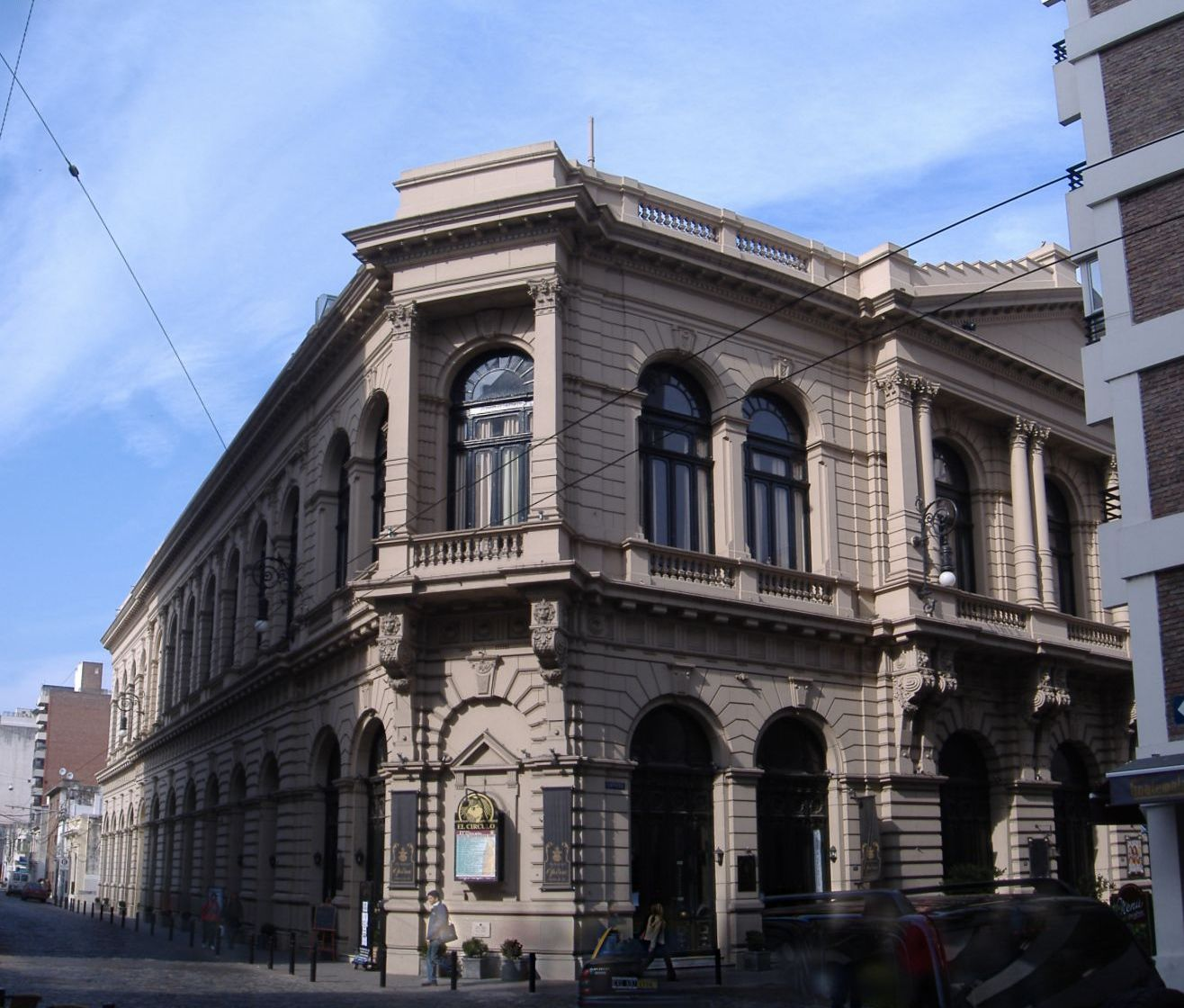
Teatro El círculo. Intersección de las calles Laprida y Mendoza

En el Distrito Centro se encuentra el casco histórico y el distrito financiero de la ciudad, por lo que las inversiones inmobiliarias más importantes de fines del siglo XIX y primera mitad del siglo XX se hicieron aquí. Entre los edificios notables se encuentran, según su estilo: dentro del pintoresquismo, la Iglesia Anglicana San Bartolomé (1872)y la Iglesia Evangélica Alemana (1908);dentro del eclecticismo-academicismo, el Museo de Arte Decorativo "Firma y Odilo Estévez" (1880),la Facultad de Humanidades y Arte (1902),el Teatro El Círculo (1903),La Bola de Nieve (1906),el Instituto Politécnico Superior (1913),el Jockey Club Rosario (1913),el Palacio Fuentes (1922),el Palacio Vasallo (1923)y el Edificio de Correos y Telégrafos (1933);dentro del modernismo-art nouveau, la Asociación Española de Servicios Mutuos (1910),el Edificio Transatlántida (1911),el Palacio Cabanellas (1914);dentro del neocolonialismo, el Club Gimnasia y Esgrima Rosario (1923),la Residencia Fracassi (1925),la Casa Guido (1926);dentro del art déco, el Edificio Gilardoni (1928),el Palacio Minetti (1929),el Edificio Sindicato del Seguro (1930);dentro del racionalismo, el Museo Municipal de Bellas Artes "Juan B. Castagnino" (1937),el Monumento Histórico Nacional a la Bandera Argentina (1939)y la Estación Fluvial (1939).

### Espacios al aire libre
En el distrito Centro se encuentran parques temáticos (La Isla de los Inventos, la Escuela Abierta de Educación Vial), paseos (Pasaje Juramento, Paseo del Siglo), la Estación Fluvial, y varios parques urbanos: el Parque de España, el Parque de la Independencia (con un predio ferial adjunto), el Parque de las Colectividades, el Parque Nacional a la Bandera, el Parque Sunchales y el Parque Urquiza.

## Barrios
El distrito está compuesto por los barrios más antiguos de la ciudad y de mayor densidad.
- Echesortu
- Martin
- Rosario Centro
- Alberto Olmedo
- Luis Agote
- Lourdes
- Parque
- Parque Casado
- Jorge Cura
- España y Hospitales
- Abasto
- República de la Sexta

## Turismo
Gran parte de la vida turística de la ciudad pasa por este distrito. En él se encuentra el casco histórico, el Monumento Histórico Nacional a la Bandera y las peatonales Córdoba, que une el Monumento con el Paseo del Siglo (un paseo de compras), y San Martín. Además, la mayor parte de los hoteles se encuentran en este distrito.

## Demografía
El Distrito Centro es el más poblado de Rosario: tiene 228 290 habitantes, lo que representa más del 25 % del total de la población de la ciudad. Es el más denso de la urbe, con 12 815 habitantes por km² (el segundo distrito en densidad, el Distrito Sur, tiene 8 569 hab./km²).

## Educación
La gran mayoría de las facultades e institutos dependientes de la Universidad Nacional de Rosario se ubican en este distrito, a saber:
- Ciudad Universitaria
- Escuela de Música
- Facultad de Psicología
- Facultad de Ciencia Política y Relaciones Internacionales
- Facultad de Arquitectura

- Facultad de Humanidades y Artes
- Facultad de Ciencias Exactas, Ingeniería y Agrimensura
- Facultad de Ciencias Económicas y Estadística
- Facultad de Derecho
- Instituto Politécnico Superior
- Escuela Superior de Comercio

## Transporte
Al ser un polo de atracción de la población de otros distritos, el sistema de transporte urbano de pasajeros está organizado a partir de este distrito. Las líneas de ómnibus, en su mayoría, van del distrito Centro a otros distritos.

## Cultura
Desde hace tiempo la gestión municipal ha estado orientada a constituir a la ciudad como un centro turístico. Se realizan con frecuencia conciertos al aire libre en el Monumento Nacional a la Bandera, el Anfiteatro Municipal o el Parque España, todos ellos ubicados en el distrito Centro. La Plaza Cívica ubicada dentro de la delegación del gobierno provincial en Rosario también ha sido usada como escenario.
En 2008, el gobierno de la Provincia de Santa Fe planteó el proyecto del Puerto de la Música, diseñado por el arquitecto brasileño Oscar Niemeyer para ser construido junto al río Paraná en el límite sureste del distrito Centro. El proyecto no pudo concretarse. En 2024 se anunció que se estudiaría una nueva ubicación, en el límite de Rosario con la vecina ciudad de Granadero Baigorria.

### Teatros
- Teatro El Círculo
- Sala Lavardén
- Fundación Astengo
- Teatro Broadway

### Museos
- Museo de Arte Contemporáneo de Rosario
- Museo Municipal de Bellas Artes Juan B. Castagnino
- Museo Histórico Provincial “Dr. Julio Marc”
- Museo de Arte Decorativo Firma y Odilo Estévez
- Museo Provincial de Ciencias Naturales Dr. Ángel Gallardo
- Museo de la Ciudad de Rosario